# ヴァルデミール・ペレイラ
ヴァルデミール・ペレイラ（Valdemir dos Santos Pereira、1974年11月15日 - ）は、ブラジルのプロボクサー。元IBF世界フェザー級王者。

## プロ時代
2001年3月6日、プロデビュー。デビュー戦を勝利した。
順調に勝ち進み、2002年2月26日、アルミア・フェルナンデス・デ・オリヴェリアが持つサンパウロフェザー級王者に挑戦。王座獲得に成功した。
2002年8月3日、アメリカ合衆国アリゾナ州にてアメリカデビュー戦。ロベルト・エンリケスと対戦し、4回1分29秒TKO勝ちを収めた。
2004年8月13日、カリフォルニア州ペチャンガ・リゾート&カジノにて、エマニュエル・ルセロと対戦。結果2-1(97-92、95-94、94-95)の僅差判定勝ちを収めた。
2004年12月11日、パストロ・ウンベルト・マーティンとWBAフェデラテンフェザー級王座決定戦を行い、王座獲得に成功しこの試合でWBAでランカー入り。
2005年1月28日、ワシントンD.C.にて、ホワイビー・ガルシアとWBAフェデラテン王座の初防衛戦を行った。結果3-0の判定勝ち。
2006年1月20日、世界初挑戦。ファン・マヌエル・マルケスの王座剥奪に伴い空位になったIBF世界フェザー級王座を賭け、コネチカット州フォックスウッズ・リゾート・カジノにて、IBFパンパシフィックフェザー級王座を9度防衛したファークラポーブ・ラキアットジムと対戦した。結果3-0(3者とも118-108)と10点差の大差完封で王座獲得に成功した。この試合の後、ラキアットジムは引退を表明した。
2006年5月13日、ボストンTDガーデンにて、エリック・エイケンと初防衛戦を行った。結果8回1分37秒失格負けを喫し王座を失った。試合後現役を引退した。

## 獲得タイトル
- サンパウロフェザー級王座
- WBAフェデラテンフェザー級王座
- 第18代IBF世界フェザー級王座（防衛0）